# Пенькі (гміна Морди)
Пенькі (пол. Pieńki) — село в Польщі, у гміні Морди Седлецького повіту Мазовецького воєводства.
Населення — 48 осіб (2011).
У 1975—1998 роках село належало до Седлецького воєводства.

## Демографія
Демографічна структура станом на 31 березня 2011 року:
|          | Загалом | Допрацездатний вік | Працездатний вік | Постпрацездатний вік |
| -------- | ------- | ------------------ | ---------------- | -------------------- |
| Чоловіки | 25      | 10                 | 7                | 8                    |
| Жінки    | 23      | 5                  | 13               | 5                    |
| Разом    | 48      | 15                 | 20               | 13                   |